# 1250 Galanthus
1250 Galanthus är en asteroid i huvudbältet som upptäcktes den 25 januari 1933 av den tyske astronomen Karl Wilhelm Reinmuth. Asteroidens preliminära beteckning var 1933 BD. Asteroiden fick senare namn efter det vetenskapliga namnet på snödroppssläktet.
Galanthus senaste periheliepassage skedde den 2 januari 2023. Asteroidens rotationstid har beräknats till 3,92 timmar.